# Harvest (渡辺美里のアルバム)
『harvest』（ハーベスト）は、2020年7月1日にリリースされた渡辺美里のベスト・アルバム (ESCL-5410/3 [初回生産限定盤] / ESCL-5414/6 [通常盤])。
発売日は当初2020年4月29日であったが、新型コロナウイルス感染拡大によって政府より発令された緊急事態宣言に伴い、7月1日に延期された。

## 解説
- デビュー35周年を記念し、「Live」「Love」「Life」という3つのテーマに沿って行われたファン投票をもとに選曲されている。
- 初回盤のみ、Blu-rayとブックレット付きのBOX仕様となっており、Blu-rayには、元日に行われた渋谷公会堂でのライブ映像とドキュメントムービーが収録されている。
- 新曲として収録されている「ハートに火をつけて〜シーズン2〜with 怒髪天」は4月15日より各音楽配信サイトにて先行配信された。

## 収録曲

### Disc 1 「Live」
1. IT'S ALL RIGHT!
  - 作詞：渡辺美里、作曲：田中明仁、編曲：奥野真哉
  - 20th album『ID』より。
2. 夏が来た!
  - 作詞：渡辺美里、作曲：大江千里、編曲：大村雅朗
  - 20th single。
3. IT'S TOUGH
  - 作詞：MISATO、作曲：伊秩弘将、編曲：西平彰
  - 8th single。
4. 死んでるみたいに生きたくない
  - 作詞：戸沢暢美、作曲：小室哲哉、編曲：後藤次利
  - 1st album『eyes』より。のち3rd singleとしてシングルカット。
5. BIG WAVE やってきた
  - 作詞：渡辺美里、作曲：岡村靖幸、編曲：小林武史
  - 26th single。
6. サマータイム ブルース
  - 作詞・作曲：渡辺美里、編曲：奈良部匠平
  - 16th single。
7. 荒ぶる胸のシンバル鳴らせ
  - 作詞：渡辺美里、作曲：石井妥師、編曲：有賀啓雄
  - 12th album『Love❤️Go Go!!』より。のち38th singleとしてシングルカット。
8. SHOUT [ココロの花びら]
  - 作詞：渡辺美里、作曲：みやもとこうじ、編曲：小林武史
  - 9th album『Baby Faith』より。
9. ブランニューヘブン
  - 作詞：渡辺美里、作曲・編曲：小林武史
  - 8th album『BIG WAVE』より。
10. 虹をみたかい (tokyo mix)
  - 作詞：渡辺美里、作曲・編曲：岡村靖幸
  - 15th single。このバージョンは6th album『tokyo』より。
11. 恋するパンクス
  - 作詞：渡辺美里、作曲・編曲：奈良部匠平
  - 17th single。
12. 恋したっていいじゃない
  - 作詞：渡辺美里、作曲：伊秩弘将、編曲：清水信之
  - 10th single。
13. 世界で一番 遠い場所
  - 作詞：渡辺美里、作曲：石井恭史、編曲：清水信之
  - 30th single。
14. ハートに火をつけて〜シーズン2〜 with 怒髪天
  - 作詞：増子直純, 渡辺美里、作曲：田中明仁、編曲：奥野真哉
  - 新曲。

### Disc 2 「Love」
1. すき
  - 作詞：渡辺美里、作曲：大江千里、編曲：有賀啓雄
  - 5th album『Flower bed』より。のちに、14th single「すき (Apricot Mix)」としてシングルカット。
2. 言いだせないまま
  - 作詞：神沢礼江、作曲：木根尚登、編曲：大村雅朗
  - 2nd album『Lovin' you』より。
3. ボクはここに
  - 作詞・作曲：桜井秀俊、編曲：本間昭光
  - 57th single。
4. 泣いちゃいそうだよ
  - 作詞：渡辺美里、作曲：岡村靖幸、編曲：大村雅朗
  - 23rd single。
5. ムーンライト ダンス
  - 作詞：渡辺美里、作曲・編曲：小室哲哉
  - 13th single。
6. はじめて
  - 作詞：渡辺美里、作曲：渡辺美里, 大村雅朗、編曲：大村雅朗
  - 8th album『BIG WAVE』より。
7. 君の弱さ
  - 作詞：渡辺美里、作曲・編曲：佐橋佳幸
  - 12th single。
8. 跳べ模型ヒコーキ
  - 作詞：渡辺美里、作曲：岡村靖幸、編曲：清水信之
  - 5th album『Flower bed』より。
9. 青空
  - 作詞：渡辺美里、作曲：小室哲哉、編曲：Arif Mardin, Joe Mardin
  - 1st self cover album『HELLO LOVERS』より。のちに24th singleとしてシングルカット。
10. 悲しいボーイフレンド
  - 作詞・作曲：大江千里、編曲：後藤次利
  - 1st album『eyes』より。
11. BREATH
  - 作詞：渡辺美里、作曲：伊秩弘将、編曲：清水信之
  - 3rd album『BREATH』より。
12. 卒業
  - 作詞：渡辺美里、作曲・編曲：小室哲哉
  - 19th single。
13. シンシアリー [Sincerely]
  - 作詞：渡辺美里、作曲・編曲：小林武史
  - 29th single。
14. すきのその先へ
  - 作詞・作曲：大江千里、編曲：有賀啓雄
  - 20th album『ID』より。

### Disc 3 「Life」
1. Lovin' you
  - 作詞：渡辺美里、作曲：岡村靖幸、編曲：大村雅朗
  - 2nd album『Lovin' you』より。
2. PAJAMA TIME
  - 作詞：MISATO、作曲：小室哲哉、編曲：山本拓夫
  - 2nd self cover album『Dear My Songs〜うたの木〜』より。
3. eyes
  - 作詞：戸沢暢美、作曲：木根尚登、編曲：西本明
  - 1st album『eyes』より。
4. メロディ
  - 作詞・作曲：大江千里、編曲：有賀啓雄
  - 16th album『Sing and Roses〜歌とバラの日々〜』より。
5. 10 years
  - 作詞：渡辺美里、作曲：大江千里、編曲：有賀啓雄
  - 4th album『ribbon』より。のちに12th singleとしてシングルカット。
6. ランナー
  - 作詞：渡辺美里、作曲：石井妥師、編曲：佐久間正英
  - 33rd single『夏の歌』より。
7. 悲しいね (Remix Version)
  - 作詞：MISATO、作曲・編曲：小室哲哉
  - 4th album『ribbon』より。
8. My Love Your Love -たったひとりしかいない あなたへ-
  - 作詞・作曲：渡辺美里、編曲：佐久間正英
  - 31st single。
9. 始まりの詩、あなたへ
  - 作詞・作曲：大江千里、編曲：光田健一
  - 52nd single。岩崎宏美のカバー。
10. My Revolution
  - 作詞：川村真澄、作曲：小室哲哉、編曲：大村雅朗
  - 4th single。
11. オーディナリー･ライフ
  - 作詞：渡辺美里、作曲：渡辺美里, 佐橋佳幸、編曲：森俊之
  - 19th album『オーディナリー･ライフ』より。
12. ココロ銀河
  - 作詞：渡辺美里、作曲：川村結花、編曲：渡辺善太郎
  - 17th album『ココロ銀河』より。
13. いつか きっと
  - 作詞：渡辺美里、作曲・編曲：石井恭史
  - 25th single。
14. 冒険者たち 〜エターナルサンシャイン〜
  - 作詞：渡辺美里、作曲・編曲：多保孝一, UTA
  - 新曲。

### Disc 4 「harvest bis」【初回生産限定盤Blu-ray】
1. 35th history
2. Live Digest -35th Anniversary Live Love Life Sweet Emotion Tour 2019-2020 at LINE CUBE SHIBUYA-
3. in CHICAGO